# 小島伸吾
小島伸吾（こじま しんご、1947年5月28日 - ）は、日本の木工家具作家。

## 経歴
1947年　　東京都港区に生まれる。1971年、武蔵野美術大学工業デザイン科を卒業。
1974年〜　大阪の松村木工に勤務ののち、1976年に埼玉県飯能市に工房を設立した。
1985年　　武蔵野美術大学、2002年に東京造形大学でそれぞれ講師を務めている。
2001年〜　工房と同敷地内にあるショールームを改装し忘路庵カフェを経営している。

## 著書
- 『工房探訪 - 家具 小島伸吾』NHK出版、1991年
- 『小島伸吾　その木の世界』集英社インターナショナル出版、2018年